# Cliamenella fraudatrix
Cliamenella fraudatrix là một loài chân đều trong họ Sphaeromatidae. Loài này được Kussakin miêu tả khoa học năm 1962.